# C.J. Ramone
Christopher Joseph Ward (8. listopada 1965., Queens, New York, SAD), poznat kao C.J. Ramone, američki je glazbenik, tekstopisac i basist punk rock sastava Ramones od 1989. do 1996. Christopher J. Ward rođen je u Queensu, New York, iako je većinu svojeg djetinjstva proveo u Deer Parku, New York. Pohađao je Ss. Cyril and Methodius School školu, a diplomirao je u srednjoj školi u Deer Parku, 1983. godine.
Prije nego što se pridružio Ramonesima, Ward je služio u američkim marincima. Prije nogo je došao u sastav, bio je veliki obožavatelj Ramonesa, a osobito Dee Dee Ramonea, s kojim je kasnije svirao u sastavu The Remains ili The Ramainz, kojeg su osnovali Dee Dee Ramone, Marky Ramone i Dee Deeva supruga, Barbara Zampini (Barbara Ramone). Također je svirao i s Axe (band) sastavom, atrenutno svira s Bad Chopper.
Ward u Ramonesima zamjenjuje originalnog član sastava Dee Dee Ramonea, iako će Dee Dee i dalje pisati skladbe za skupinu. C-Jay pjeva mnoge poznate Ramonesove skladbe i sastavu daje jednu mlađu sliku. U dokumentarnom filmu End of the Century: The Story of the Ramones , navodi se da kada je C-Jay došao u sastav donio je sa sobom jednu mladenačku svježinu. Kada su Ramonesi primljeni u kuću slavnih "Rock and Roll Hall of Fame", njihov originalni bubnjar Tommy Ramone, pripisao je C-Jayu "čuvanje sastava mladima". C-Jay je također sudjelovao sa svojim idejama u cover izvedbi skladbe "I Don't Want to Grow Up" od Tomia Waitsa i na albumu ¡Adios Amigos!.
C-Jay je u devet godina otkako se pridružio Ramonesima bio i njihov najmlađi član. Njegov prvi nastup s Ramonesima bio je 30. rujna 1989. u Leicesteru, Engleska, i ostao je s njima sve do njihovog povlačenja 6. kolovoza 1996. godine.

## Glazbena oprema
C-Jay je koristio Ampeg pojačalo u čitavoj svojo karijeri. Kada se pridružio Ramonesima, dobio je crnu Mexican Fender Precision bas-gitaru od javorovog drveta s bijelim pickupma i s njim je odsvirao prvi koncert s Ramonesima. On je također imao i ESP Precision-based bas, krem boje s bijelim pickupma. Nakon toga kupio je bijeli American Fender Precision s bijelim pickupma, koje je kasnije prebacio u crne, kako bi nalikovala što više Dee Deevoj bas-gitari. Na kraju napokon nabavlja Fender Precision gitaru, koju je Dee Dee koristio za reprodukciju, a on je koristi uglavnom u ostatku svoje glazbene karijere.
On je također znao koristit i drugu bas-gitaru Fender Precision, Eastwood High Flyer Bass (koja je kopija nekih Mosrit bas-gitara) i Fender Jazz Bass.

## Ostali sastavi
Prije Ramonesa C-Jay je svirao u sastavu Axe i s njima snimo jedan album. Nakon Ramonesovog povlačenja sa scene, C-Jay je započeo jedan strani projekt s hard rock skupinom Los Gusanos. Oni su snimili samo jedan album 1997., a produkciju je radio Ramonesov producent Daniel Rey. Nakon raspada Los Gusanosa, C-Jay osniva sastav Bad Chopper, koji se originalno zvao The Warm Jets. Njihov debitantski album izašao je 4. prosinca 2007., a objavila ga je diskografska kuća ACME Records.
C-Jay je bio oženjen za nećakinju Markya Ramonea, Chessa, s kojom ima dvoje djece. Sada je oženjen za odvjetnicu Denise Barton i s Danielom Reyom završava Bad Chopperov novi album.

## Diskografija
- Loco Live (1992.)
- Mondo Bizarro (1992.)
- Acid Eaters (1993.)
- ¡Adios Amigos! (1995.)
- Greatest Hits Live (1996.)
- We're Outta Here (1997.)

## Vanjske poveznice
- Službeni stranice Ramonesa